# Nocturns op. 55 (Chopin)
Els Nocturns op. 55 és un conjunt de dues obres de Frédéric Chopin, el quinzè i setzè dels seus nocturns, compostos entre 1842 i 1844, i publicats l'agost de 1844. Chopin els dedicà a la seva alumna Jane Stirling.

## Nocturn en fa menor, op. 55, núm. 1
El Nocturn en fa menor, op. 55, núm. 1 té una forma ternària (ABA). El tema principal, en compàs 4/4, amb un ritme pesat, constant de negres. S'inicia amb el tema principal que es repeteix una vegada amb només petites variacions. La mà dreta toca una melodia lenta i la mà esquerra acompanya amb una nota greu i després un acord en negres. La segona secció és similar, amb la mà dreta que fa la melodia i l'esquerra que fa l'acompanyament amb notes greus i acords en negres. Hi ha canvis ocasionals; per exemple, la mà esquerra toca una blanca sostinguda amb una acord en negres més agut. El tema principal retorna amb algunes variacions, amb l'aparició de tresets. També es repeteix la segona secció, sense variacions, seguida immediatament per la primera secció i amb la seqüència de tresets.

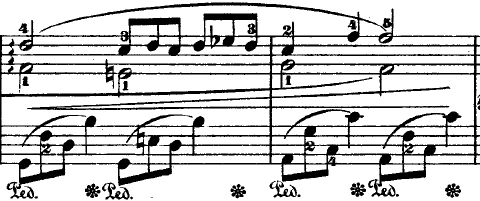
Un extracte de la secció central.

Un canvi de tempo a più mosso accelera la música. Comença amb ràpids tresets de corxeres i després tres acords en forte; aquest fragment es repeteix tres vegades fins que arriba una secció completament nova amb una melodia a la mà dreta i tresets amb acords trencats a la mà esquerra (vegeu el fragment al gràfic). Una escala descendent i alguns grans acords completen aquesta secció i l'acaba amb l'arribada un altre cop del tema principal. Aquest cop, desenvolupa una gran variació sobre el primer tema, amb notes centrals complementàries que acompanyen la melodia principal. A continuació hi ha una llarga secció amb arpegis que acaba amb sis acords finals. Modula a fa major i conclou amb una cadència final interrompuda.
Hi ha dues corals curts. El primer, als compassos 71-72 que marquen la transició de la secció B al retorn de la secció A. El segon coral, al compassos 98-101, que conclou la peça (en fa major).
Frederick Niecks, biògraf de Chopin, destaca d'aquest nocturn com la flebile dolcezza (feble dolçor) de la primera i l'última secció i la secció central més apassionada. Per altres, la melodia té un sabor agredolç i la secció B, dramàtica i ansiosa, que culmina en un stretto emocionant, fa que sigui una peça adequada per a intèrprets i oients que busquin tenir una visió clara de l'estil bàsic del compositor. La seva interpretació té una durada mitjana d'uns 5 minuts.
Forma part de la banda sonora de la pel·lícula The Peacemaker, i és interpretat per un professor de piano (que es converteix en un terrorista i vol fer esclatar una bomba atòmica).

## Nocturn en mi bemoll major, op. 55, núm. 2
El segon nocturn, el Nocturn en mi bemoll major, op. 55, núm. 2. S'ha dit d'aquesta peça que és una "improvisació escrita". Aquí, Chopin expressa els seus pensaments, medita en veu alta, a través de la música; comença, però mai sembla acabar.
El discurs musical avança en un tempo moderat (lento sostenuto), amb una mètrica de les més llargues: 12/8. La melodia flueix solitàriament, solitud que s'interromp de tant en tant per la veu de l'acompanyament, que complementa la línia melòdica superior –cristal·lina i sublim–, com un contrapunt, com una ombra cromàtica. És habitual la presència de tresets de corxeres amb el baix dins d'un ritme sostingut lent. D'aquesta peça, Niecks creu que difereix en la forma de les altres nocturns; no té segona secció de contrast, i la melodia flueix de principi al final d'una manera uniforme. Realment, té un disseny distintiu que no es troba en cap dels altres nocturns de Chopin.